# Mongóis
Os mongóis (mongol:  Mongγol; alfabeto cirílico: Монгол; mongol) formam um grupo étnico que habita as estepes da Ásia Central. Sua existência é documentada desde o século VIII. Os mongóis formaram sociedades complexas na Idade Média, especialmente no Império Mongol e, depois, sob Tamerlão. A partir do século XVI, os mongóis passaram a adotar o budismo tibetano e foram subjugados à Dinastia Qing chinesa. Com o colapso dessa dinastia, no século XX, o estado soberano da Mongólia foi criado. Os mongóis vivem também na região autônoma chinesa da Mongólia Interior e no sul da Rússia.

## História
No começo do décimo-terceiro século, os clãs mongóis uniram-se e deram início a uma campanha de conquistas territoriais. Seguindo os passos dos hunos (seus predecessores em mil anos) eles esculpiram um dos maiores impérios que o mundo já viu.

Gêngis Cã

Os mongóis habitavam as planícies ao sul do lago Baikal, na Mongólia atual. No seu auge, o império alcançava terras na Coreia, através da Ásia, entrando pela Rússia europeia até à costa do Mar Báltico. Eles controlavam a maioria da Ásia Menor, o atual Iraque, atual Irã, Afeganistão, Paquistão, Tibete, partes da Índia, partes da Birmânia, toda a China e partes do Vietnã. Os clãs mongóis uniram-se sob a liderança de Gêngis Cã, no início do século XIII. Sua ambição era a de acabar com o Império Chinês (na época sob a Dinastia Jin) que por muitos séculos impedia o crescimento das tribos mongóis através de tribos "compradas", tais como os Tártaros que mantinham guerra com as outras tribos.
Começando com apenas cerca de 25 mil guerreiros, adicionou forças unindo nômades e atacando a parte norte da China em 1211. Tomou Pequim em 1215 após uma campanha que custou cerca de 30 milhões de vidas chinesas. Os mongóis então viraram para o oeste, capturando Bukhara, cidade comercial na Rota da Seda em 1220. A cidade foi transformada em ruínas fumegantes, e todos os seus habitantes, mortos.
Após a morte de Gêngis Cã em 1227, seu filho Oguedai Cã completou a conquista do norte da China e seguiu para a Europa. Ele destruiu Kiev em 1240 e avançou para a Hungria. Quando Oguedai Cã morreu em campanha em 1241, o exército inteiro recuou para que fosse tomada a decisão da sucessão. A Europa foi poupada enquanto os dirigentes mongóis concentravam seus esforços no Oriente Médio, e sul da China.

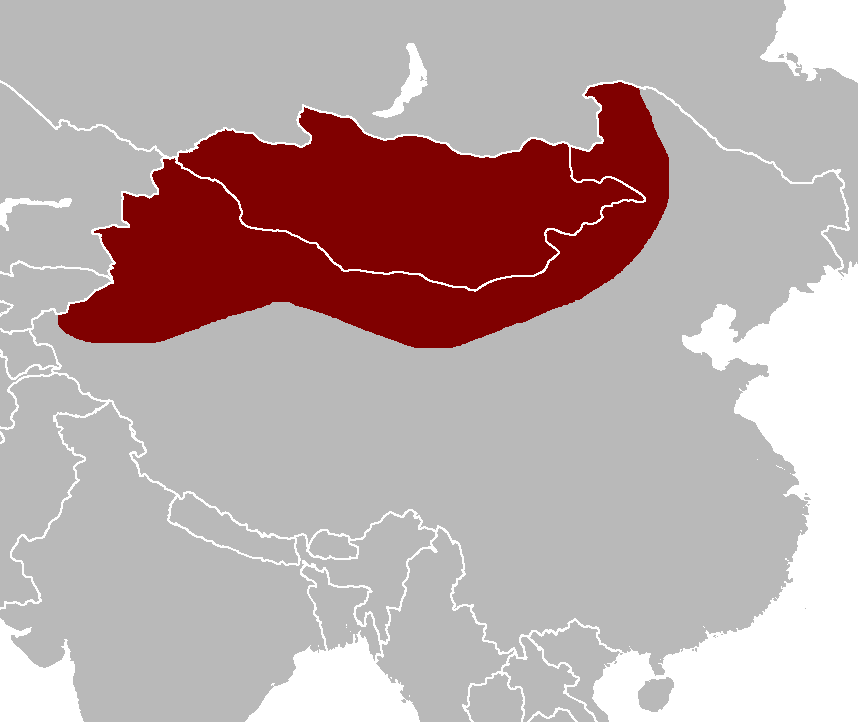
Regiões onde o mongol é o idioma oficial na atualidade

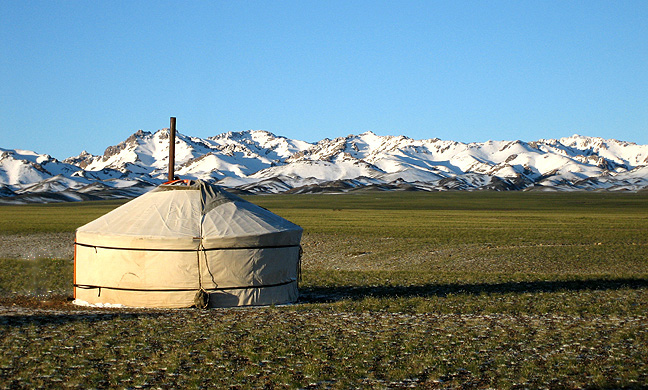
Um yurt, habitação típica mongol, próximo à cadeia montanhosa de Gurvan Saikhan Uul

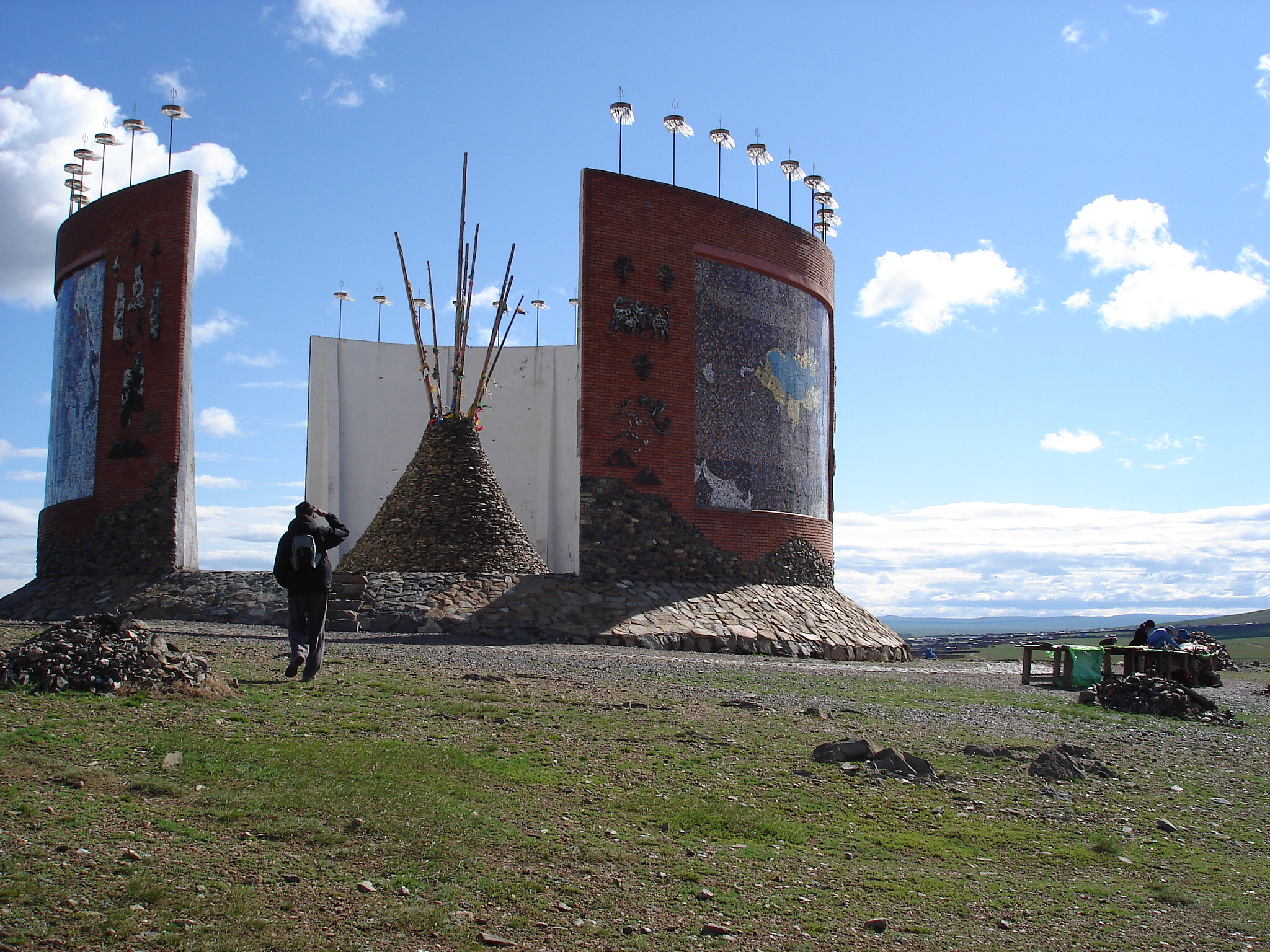
Monumento à história mongol em Kharkhurin

Hulagu, neto de Gêngis Cã, exterminou os "assassinos" muçulmanos e tomou a capital islâmica, Bagdá em 1258. A maioria dos 100 mil habitantes foram mortos. Em 1260, um exército Muçulmano de Mamelucos Egípcios (guerreiros-escravos de alta posição social) derrotou os mongóis onde hoje é Israel, terminando com a ameaça mongol contra o Islã e suas cidades sagradas. Cublai Cã, outro neto de Gêngis Cã, completou a conquista da China em 1279, estabelecendo a dinastia Iuã.
Uma das tentativas de invasão do Japão foi vencida pela Marinha, e outra por um furacão que mais tarde veio a ser conhecido como kamikaze (vento divino), em 1274 e 1281. Em 1294, Cublai Cã morreu na China, e o poder mongol começou a declinar em todas as partes. Em 1368, a dinastia Iuã foi destronada em favor da dinastia Mingue.
Por volta de 1370, o guerreiro turco-mongol Tamerlão chegou à liderança dos mongóis da Ásia Central e partiu para a restauração do restante do Império Mongol. Com um exército de cerca de 100 mil cavaleiros, varreu a Rússia e a Pérsia lutando, principalmente, contra os muçulmanos.
Em 1398, Tamerlão saqueou Delhi, matando cerca de 100 000 habitantes. Investiu em direção ao oeste derrotando um exército de mamelucos egípcios na Síria. Em 1402, derrotou um grande exército turco-otomano próximo da atual Ancara. À beira de destruir o Império Otomano, seguiu em outra direção, de maneira súbita, por motivo desconhecido. Morreu em 1405 enquanto marchava em direção à China. Preferia pilhar e espalhar o massacre, sem parar para estabelecer governos estáveis no seu caminho. Por este motivo, o imenso domínio herdado por seus filhos rapidamente teve fim, após a sua morte.

## O exército mongol

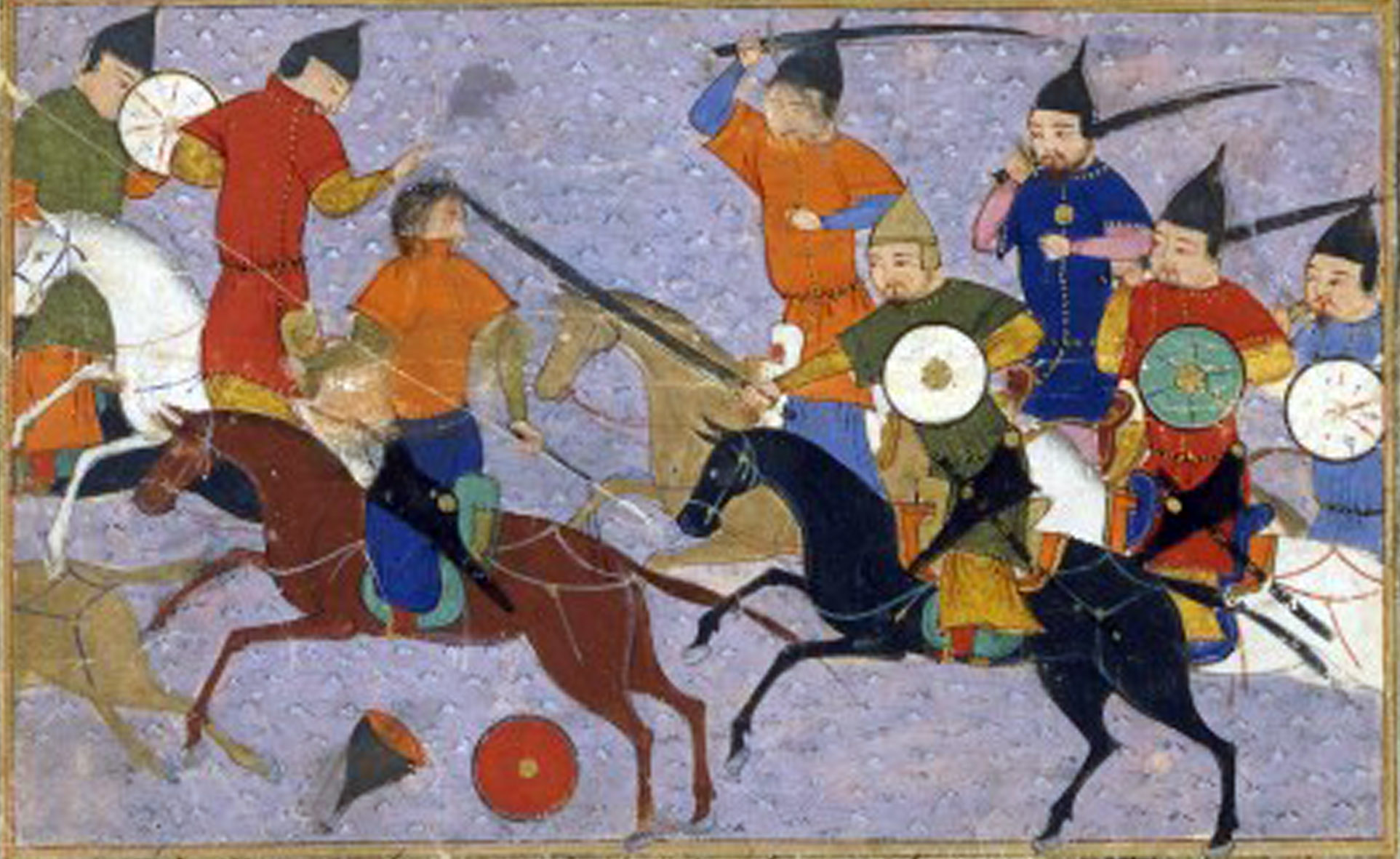
Batalha entre chineses (esq.) e mongóis (dir.), em 1211

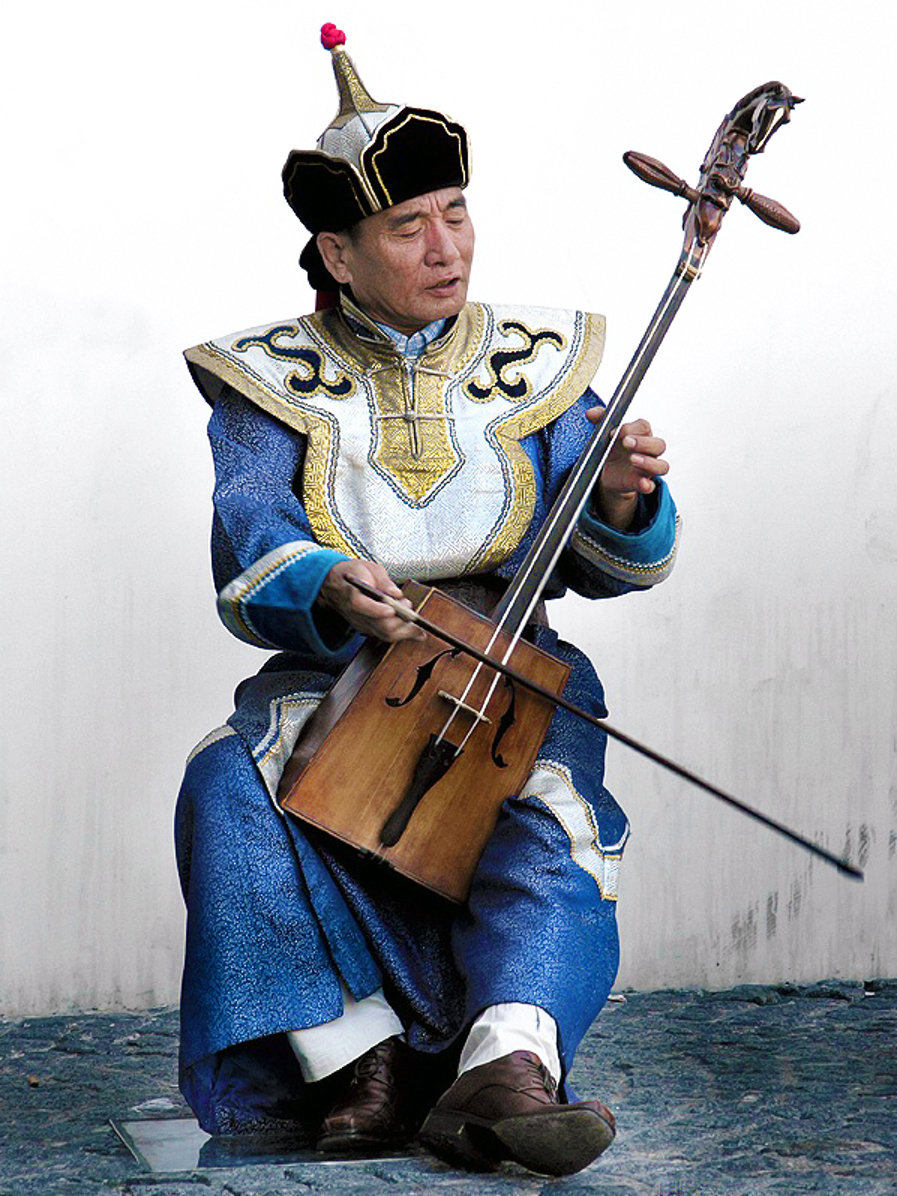
Um músico mongol

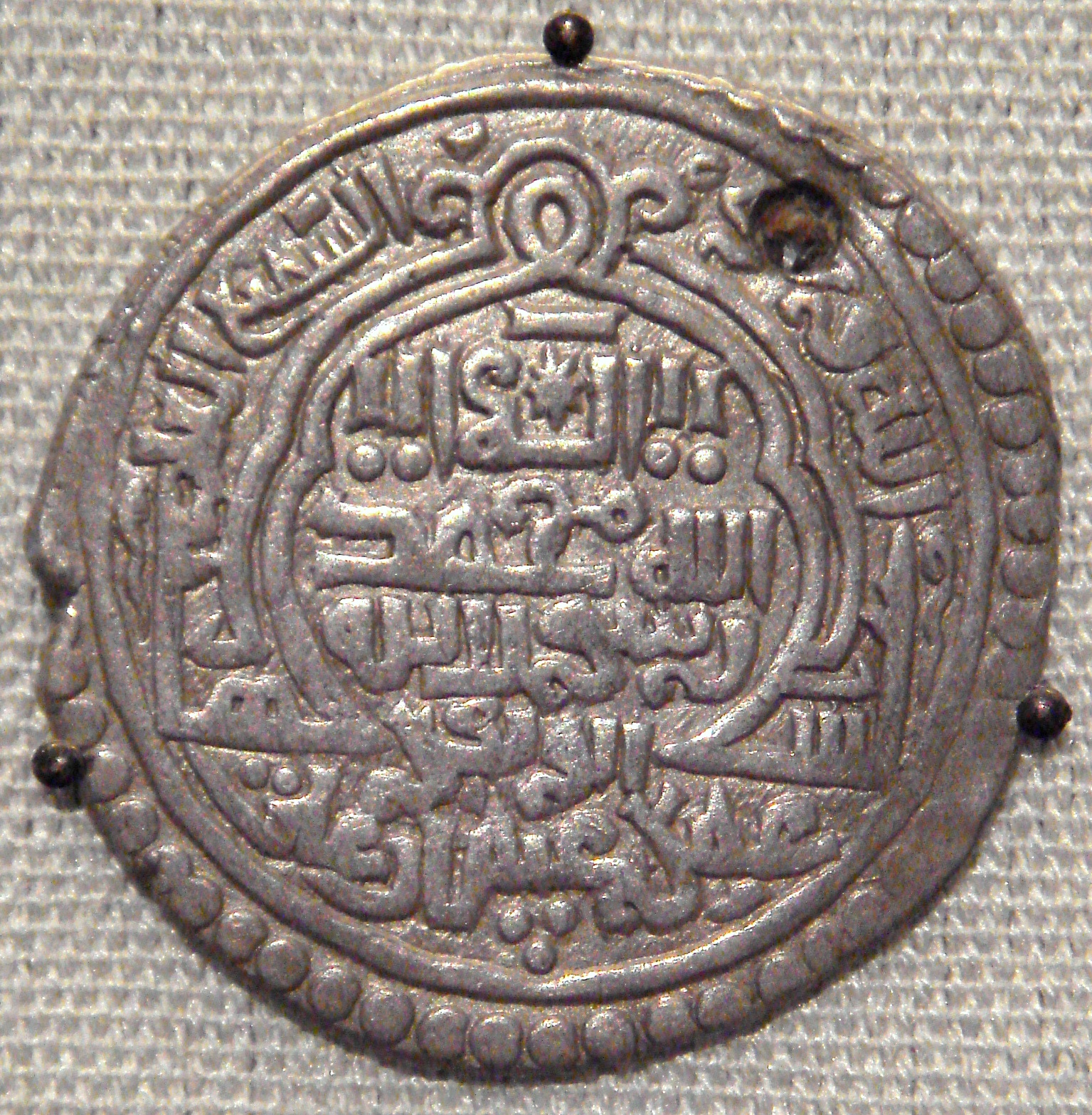
Moeda mongol cunhada na Pérsia, em 1319

Os povos nômades da Mongólia formaram um dos maiores impérios a partir de uma série de conquistas militares continuadas por algumas gerações, tendo seu início ao término do século XII, começo do século XIII. Muitos dos seus oponentes acreditavam que o exército mongol era invencível. A sua campanha na Europa recuou apenas por motivo de morte na família soberana. Os possíveis reclamantes ao trono retornaram para casa com as suas forças e nunca mais voltaram.
Os mongóis eram caçadores e exploravam rebanhos, passando a maior parte da sua vida na sela de seus pôneis das estepes. Aprendiam a cavalgar e usar armas (especialmente o arco composto) ainda com pouca idade. Todo homem saudável com menos de 60 anos deveria caçar e guerrear. Os exércitos das tribos mongóis consistiam em toda a população masculina adulta. Lutavam sobre um código restrito de disciplina.
O saque era feito em conjunto, e por abandonar um companheiro em batalha, a pena era a morte. Esta disciplina, de mãos dadas com liderança, obtenção de informações inimigas, ergueu os mongóis de apenas uma multidão de cavaleiros, a um verdadeiro exército.
O exército mongol era organizado a partir de um sistema decimal, com divisões de 10, 100, 1000 e 10 000 homens. Esses números eram provavelmente pouco alcançados devido às frequentes baixas ocorridas. A unidade de 10 000 homens era a maior divisão, capaz de lutar numa batalha sem auxílio.
Os povos dominados que foram anexados ao exército, como os Tártaros, eram divididos em várias divisões, para que não pudessem conspirar uma ameaça organizada à família governante. Gêngis Cã organizou uma guarda pessoal de 10 000 homens. Essa unidade foi contratada ignorando as barreiras tribais, e a seleção era uma grande honra.
O exército mongol, em seu início, não recebia pagamento além do saque. Promoção era baseada exclusivamente em mérito. Assim que as rápidas conquistas começaram a cessar, um novo sistema de pagamento foi adotado. Os filhos dos oficiais mais tarde, puderam herdar a patente de seus pais. Cada soldado ia a campo com aproximadamente 5 cavalos, permitindo rápidas trocas e movimentos.
Nenhum exército comparável moveu-se tão rápido quanto o exército mongol, até o século XX. Os mongóis lutavam mormente, como arqueiros leves da cavalaria (sem armadura) usando o arco composto; arma compacta com alto poder de penetração e alcance impressionante. Empregaram chineses e habitantes do Oriente Médio como engenheiros de cerco. Infantaria e cavaleiros pesados (usando armadura e lança) vieram de exércitos de povos subjugados.

### Táticas militares mongóis
Os mongóis utilizavam-se amplamente de poder de fogo, a habilidade de mover-se rapidamente, e uma reputação de crueldade que os precedia. Todos os seus oponentes moviam-se mais vagarosa e deliberadamente. Os mongóis procuravam por oportunidades de dividir uma força inimiga e aniquilar as partes com rápidas flechadas. Eles buscavam encurralar ou cercar os inimigos e alcançar uma superioridade numérica.
Os cavalos dos inimigos eram feridos, fazendo o cavaleiro cair e tornando-o mais vulnerável. A cavalaria leve mongol não suportaria uma investida contra cavalaria pesada, então eles fingiam fuga, tornando os perseguidores exaustos, e sob essa situação os mongóis viravam subitamente, e viravam o caçador. Eram excelentes em planejar emboscadas e ataques-surpresa.
Líderes do exército mongol fizeram extensivo uso de batedores e movimentos de força sincronizada para pegar o inimigo em desvantagem. Faziam uso pleno também do terror; se a população de uma cidade inteira fosse massacrada, era mais provável que a próxima cidade desistisse sem sequer lutar. Fato esse comprovado, pela conquista de vários territórios, sem uma única morte.[carece de fontes?]